# ファウスト 第二部
『ファウスト 第二部』（ファウスト だいにぶ、Faust. Der Tragödie zweiter Teil in fünf Acten ）は、ゲーテによる悲劇戯曲『ファウスト』の第2部、完結編。ゲーテ死去の翌年、1833年に発表された。

## あらすじ

### 第1幕
最愛の女性マルガレーテ（グレートヒェン）が自分との過ちのために処刑された悲しみを、豊かな自然の中で癒すファウスト博士の描写から始まる。風の精霊アーリエルをはじめとするエルフ（精霊）たちに囲まれ、ひとときの安息と“過去の忘却”を得たファウストは精力を取り戻し、まずは皇帝の家臣としての人生を送ることとなる。皇帝の居城における玉座の間にて宰相、兵部卿、大蔵卿、宮内卿らが皇帝を取り囲み、国は乱れ国庫は底を突いていると歎いているところに悪魔メフィストフェレスが道化として言葉巧みに皇帝に取り入る。そうして、開催された仮面舞踏会において、「富貴」を象徴する神プルートゥスに扮したファウストを皇帝に紹介する。
2人は様々な幻術で皇帝を愉しませた後、国の窮状の打開策として、国土に埋蔵されているとされる、ありもしない無数の財貨を担保に兌換紙幣の発行を提案し、皇帝はそれを内外に放出する。皇帝は次に男女の理想の姿を持つとされるギリシア神話上の人物、パーリスとヘーレナーを見たいとファウストに申し付ける。古代ギリシアの霊はキリスト教に属する自分のような悪魔の能力では呼び出せないと主張するメフィストに対し、何としても皇帝の要求に応じなくてはならないとファウストは迫る。するとメフィストは、神秘に満ちた虚無の世界「母たちの国」から2人の霊を現世へと連れ出せば良い、とファウストに明かす。
一連の冒険の末、居城の騎士の間へと2人の神を呼び出したファウストは、ヘーレナーの美しさに魅せられ再び恋に落ちる。彼が彼女の姿に触れた途端、爆発と共に霊どもは霧となって立ちどころに消え、騒動となる。ファウストは爆発に巻き込まれ気を失い、幕が閉じる。

### 第2幕
舞台はかつてのファウスト博士の書斎へと転じる。いまだ気を失ったままのファウスト博士を尻目に、メフィストは実験室へと赴く。そこではファウストのかつての弟子であったヴァーグナーが、自らの学識でもってホムンクルス（人造人間）の創造を試み、ついに瓶の中に肉体を持たない純粋生命体ホムンクルスが産まれる。その神通力によって失神しているファウストの夢を読み取ったホムンクルスは、自らもまた人生を体験したいと思い立ち、ヴァーグナーの元を離れてファウストに随行することを決心する。目を覚ましたファウストはヘーレナーを探すため、時空を超えてギリシアの古典的ヴァルプルギスの夜へと飛び発つ。そうしてめいめいがファルサロスの野、ペネイオス川の上流、下流、エーゲウス海の岩の入り江など、セイレーンをはじめとするギリシア神話上のあらゆる神々や生き物が現れる土地を旅して回る様子が描かれ、精霊たちの地・水・風・火の四大元素への賛歌のうちに幕は閉じる。

### 第3幕
スパルタにおけるメネラスの宮殿の前に、女神ヘーレナーが捕われたトロイアの女たち（合唱隊）と共に姿を現す（ギリシア神話上、ヘーレナーはトロイアの王子パーリスに誘拐され、後にギリシアが発した大軍によって奪還されたとされており、場面は奪還されたヘーレナーが再び祖国の土を踏むところである）。彼女はトロイア戦争の総大将アガメムノンの弟たる夫メネラオスが、自分が無事に帰郷したことをオリュンポスの神に謝すための祭典の準備を命ぜられたが、捧げるべき生贄については何も語られなかったこと、加えて自分がどのような扱いで祖国へと帰されたのかをいぶかる。
そこに、ギリシア神話の醜い妖怪フォルキュアスに変装した悪魔メフィストが現れ、メネラオスはヘーレナーとその侍女たち（合唱隊）を神への生贄に捧げるつもりである。また、唯一の助かる手段としては、遠くの山の谷間に砦を設けた騎士であり頭領であるファウスト博士の元へ逃げる他ない、とそそのかす。ヘーレナーは命を惜しんで泣きくずれる侍女たちのためにそれを渋々承諾し、ファウストはメネラオスの軍勢と対決し、勝利する。かくて、ファウストのヘーレナーと添い遂げたいという願いはついに叶えられる。2人は「詩」の形象であるオイフォーリンをもうけ、しばし幸福な生活を送る。しかし、「常に向上の努力を成す者」としてのファウストの気性を受け継ぐオイフォーリンは、より高みを目指そうとして崖の高みから飛び立ち、イカロスのように墜落死する。彼は冥府から母親であるヘーレナーを呼び、ヘーレナーはファウストの胸の中で消え去り、合唱隊が歎きの歌を唱和する中、ファウストは再び新たな人生へと旅立つことを余儀なくされる。

### 第4幕
ファウスト博士と悪魔メフィストは峨々たる岩の頂上に降り立ち、共に「世界の生成について」の議論を行う。議論の中ではファウストの理想の国家像が言及され、やがてファウストは名声を挙げて支配権、所有権を得たい、偉大な事業を成し遂げたいと述べる。彼は海の沖で大波が寄せては返し、岸を痛めつける様子を目にし、海をはるか遠くに封じ、そうした非生産的な活動を止めさせたいと欲求する。メフィストはそれに対して、折しも第二部・第1幕において舞台となった国の経済がいよいよ破綻し、正統の皇帝に対して僣主が擁立され反乱が発生している、皇帝の軍は劣勢であり、彼らが今いる山々へ最後の決戦の為に転進してきているから、ここで再び皇帝に仕え巻き返しを図れば、海岸地帯を褒美として貰えるでしょう、と伝える。
ファウストはその計画に乗り、戦争の凶暴性を象徴する「喧嘩男」、戦争の略奪を象徴する「早取男」、物欲、吝嗇を象徴する「握り男」というメフィストの3人の手下の悪魔を従えて戦争へ赴く。メフィストの幻術も手伝って、皇帝の軍は見事勝利へと導かれる。戦勝の褒美として皇帝は侯爵たちに高官としての地位を与えるが、大司教は勝利するために皇帝が悪魔の力を借りたことを責め、ゆるしを得るため教会に膨大な税を納めることを要求する。一連のやり取りの中で、皇帝がファウストに海岸地帯の土地を与えた事が明らかにされ、また国家の解体する姿が痛烈に風刺される。

### 第5幕
冒頭における旅人と老夫婦とのやりとりから、ファウストが宮殿を建て、海岸を埋め立て、そこを庭園へと造成し直しており、老夫婦にも新たに開拓された土地と引き換えに立ち退きが求められていることが明らかにされる。ファウストは国政に参画し、新たな「自由の土地」を開拓するという大事業を推進させていくが、その目標は、海を徹底的に埋め立てるという壮大なものであった。宮殿にて、ファウストは海賊行為をはたらき帰ってきたメフィストに対してぼやく。老夫婦の住む丘にある菩提樹の下を住まいとし、自らの営為の全貌を展望したいこと、しかし老夫婦は立ち退きに応ぜず、そこに建つ礼拝堂の鐘の音が彼の心を苦しめていることを述べ、ただ一つそのことが自分の意のままに行かないばかりに不愉快であるというのである。メフィストは彼の告白に対し、老夫婦の立ち退きを執行する役を買って出るが、事は穏便には済まず諍いの末、訪れていた旅人共々死に至らしめ、あげく家に火を放ってしまったことを伝える。ファウストは自分は交換を望んだのであって強奪せよとは命令していないと激怒し、メフィストと彼が率いる手下共を追放する。
半夜、ひとり玉座にて物思いにふけるファウストのもとに4人の“灰色の女”が現れ、ファウストと問答を交す。最初ファウストは恐れるが、やがて自らを制して、己が世の中を駆け抜け、あらゆる快楽を体験してきたこと、また最初こそ威勢のよかったものの、今では賢く、思慮深く生きていることなどを告白し、地上のことはもう十分に知りぬいたと言う。地上で日々を送っている間は、たとえ「憂愁」のような幽霊が現れるとも構わずに道を行くという決心、進み行くうちには苦も楽もあるだろうが、どの瞬間にも満足したりなどしないだろう、と語る。「憂愁」は、ありあまるものの中でも満足などできず、望みはいつになっても成就しない、とのうたい文句でファウストを己の内に取り込もうとするが、ファウストは微塵も取り合おうとしない。そのため、憂愁は呪いの言葉を投げかけ、吐きかけた息によって彼を盲目にして立ち去る。しかしファウストは嘆くことはなく、むしろ心の中は澄み渡り晴れやかであると独白し、手がけた事業の完成へと邁進することをあらためて決心する。
一方メフィストは、手下の悪魔どもにファウストの墓穴を掘るように命じる。物見ること叶わぬファウストは、手探りで宮殿から歩み出ながら、その音を、土地の者たちが新しい土地を造成するために働いているたゆまぬ努力の音だと聞き誤り、壮大な独白を展開する。彼は自身が理想とする国家が築き上げられてゆく様子を夢想し、万感の思いで、そこでは人々は生活に関しても自由に関しても、その日ごとに勝ち得てこそそれらを享受するに値する、だからこの「自由の土地」においては老若男女が常に危険の中にあろうとも有意義な年月を送るのである、自分はそうした人々を見、彼らと共に自由な土地の上に住みたい、その瞬間に向かってならば、こう言っても良いであろう、「瞬間よ止まれ、汝はいかにも美しい（"Verweile doch! Du bist so schön."）」と。このような高い幸福を予感しつつ、自分はいま最高の瞬間を味わうのだと述べ、ついに絶命する。メフィストは契約通りと判断してその魂を奪おうとするが、合唱しながら天使たちが天上より舞い降り、薔薇の花を撒いて悪魔を撃退し、ファウストの魂を昇天させる。山峡にて、天使や聖書上の登場人物が賛歌を唱和する中、かつての最愛の女性マルガレーテ（グレートヒェン）がファウストの魂のために聖母に祈りをささげ、ファウストの魂の救済が成立する。

#### 古代ヴァルプルギスの夜に登場するギリシャ的キャラクター
第2幕『古代ヴァルプルギスの夜』（古典的ヴァルプルギスの夜）には、次のような古典古代の神々、生物、人物が登場する。
- エリクトー - 魔女
- ラミアー
- スフィンクス
- タレス（哲学者）
- アナクサゴラス（哲学者）
- セイスモス（地震や嵐の語源）
- オレイアス - 山の精
- ケイローン
- マントー - 医術の神アスクレピオスの娘
- グライフ
- ネーレウス
- ドーリスの娘たち（ネレイデス）
- ガラテイア
- グライアイ
- プロテウス
- セイレーン
- エムプーサ
- テルキーネス
- ペルセポネー
- アリマスポイ
- ドリュアス - 木の精。メフィストにグライアイを紹介する。